# Kathryn Gutzwiller
Kathryn Jarrell Gutzwiller (* 25. September 1948 in Hinton, West Virginia) ist eine US-amerikanische Klassische Philologin.

## Leben
Sie promovierte in Classics an der University of Wisconsin-Madison (1977). Sie ist nunmehr Professorin an der University of Cincinnati. Sie war zudem Direktorin der American Philological Association (APA) und Herausgeberin der American Classics Series der APA. Gutzwiller erhielt zahlreiche Stipendien, darunter ein National-Endowment-for-the-Humanities-Stipendium (NEH), ein Fellowship am All Souls College in Oxford, ein Fellowship des Institute for Advanced Study in Princeton, ein Stipendium des American Council of Learned Societies (ACLS) und ein Stipendium des US-amerikanischen Wissenschaftsrats Loeb Classical Foundation Grant. Im Jahr 2001 erhielt sie den Charles J. Goodwin Award of Merit von der American Philological Association für ihr Buch Poetic Garlands, zweimal wurde sie mit dem Gildersleeve Award für den besten Artikel im American Journal of Philology ausgezeichnet. Im Jahr 2002 wurde sie mit dem Rieveschl Award für wissenschaftliche Spitzenleistungen an der University of Cincinnati ausgezeichnet.
Gutzwillers Forschungsschwerpunkt liegt auf der hellenistischen Literatur der Griechen, insbesondere dem Epyllion, dem Epigramm (Meleager, Poseidippos) und der Hirtendichtung des Theokrit.

## Schriften (Auswahl)
- Studies in the Hellenistic Epyllion. Königstein im Taunus 1981, ISBN 3-445-02126-0.
- Theocritus’ Pastoral Analogies. The Formation of a Genre. Madison 1991, ISBN 0-299-12940-3.
- Poetic Garlands. Hellenistic Epigrams in Context. Berkeley 1998, ISBN 0-520-20857-9.
- A Guide to Hellenistic Literature. Malden 2007, ISBN 978-0-631-23322-0.